# 그릇

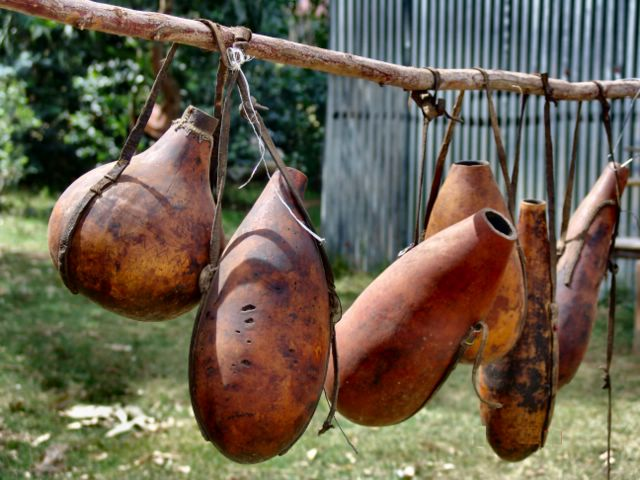
케냐에서 박으로 만든 간단한 그릇들을 박으로 사용하기 위해 판매하고 있다.

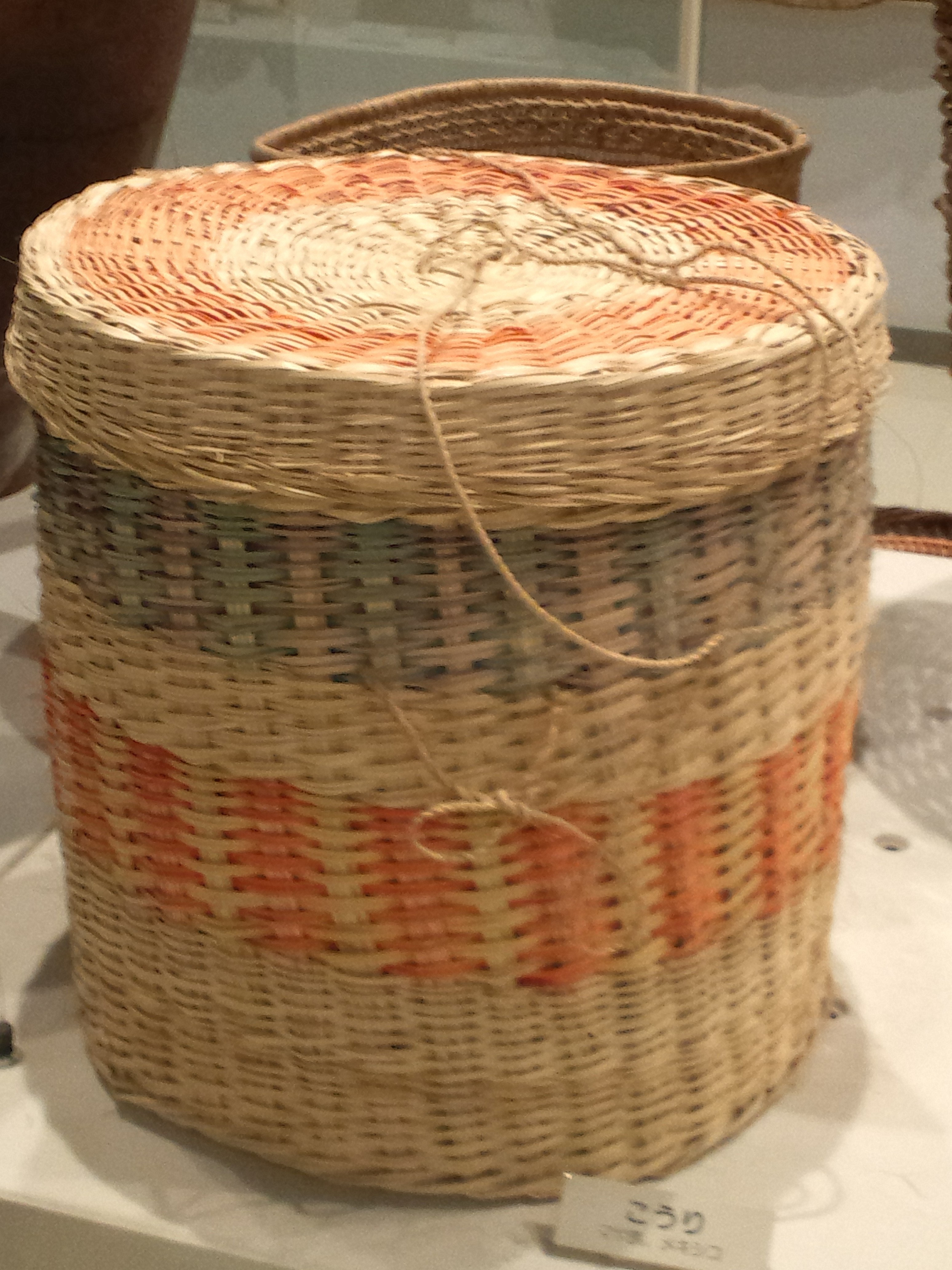
멕시코 마야인들이 만든 바구니 전시.

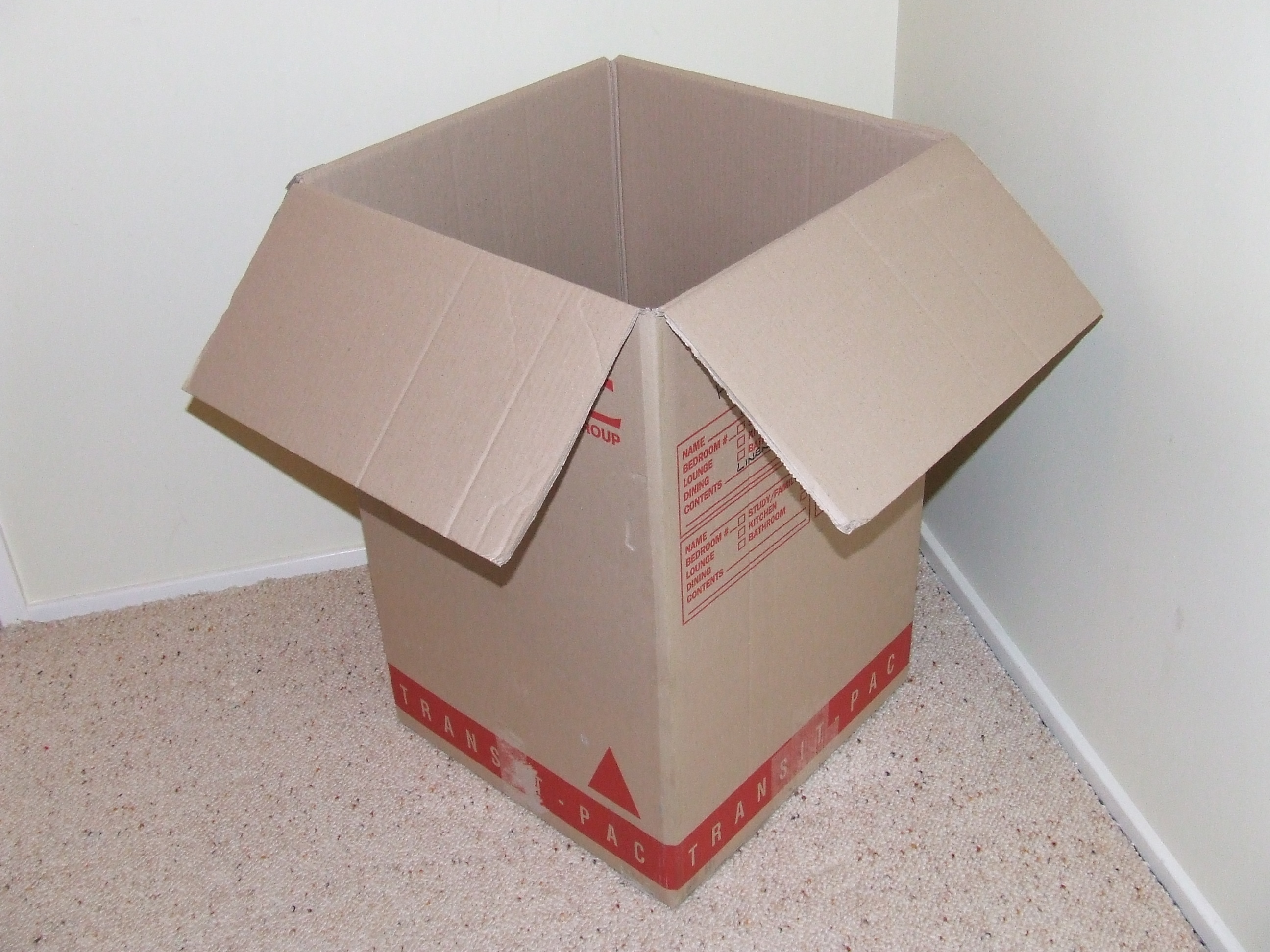
골판지 상자.

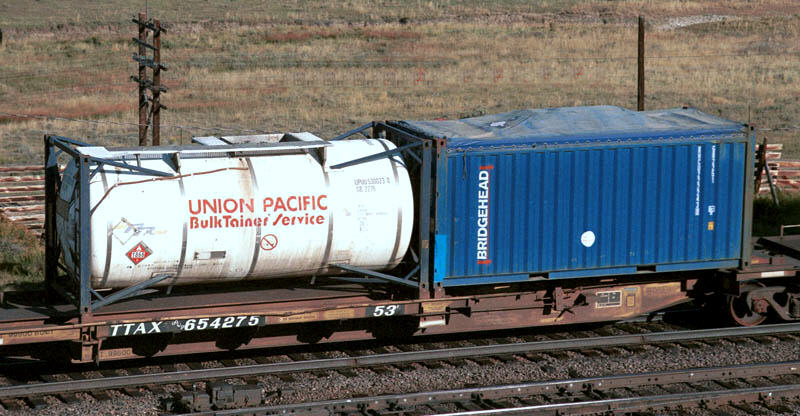
탱크 컨테이너와 캔버스 덮개가 있는 오픈톱 복합 운송용 선적 컨테이너를 실은 스파인 카.

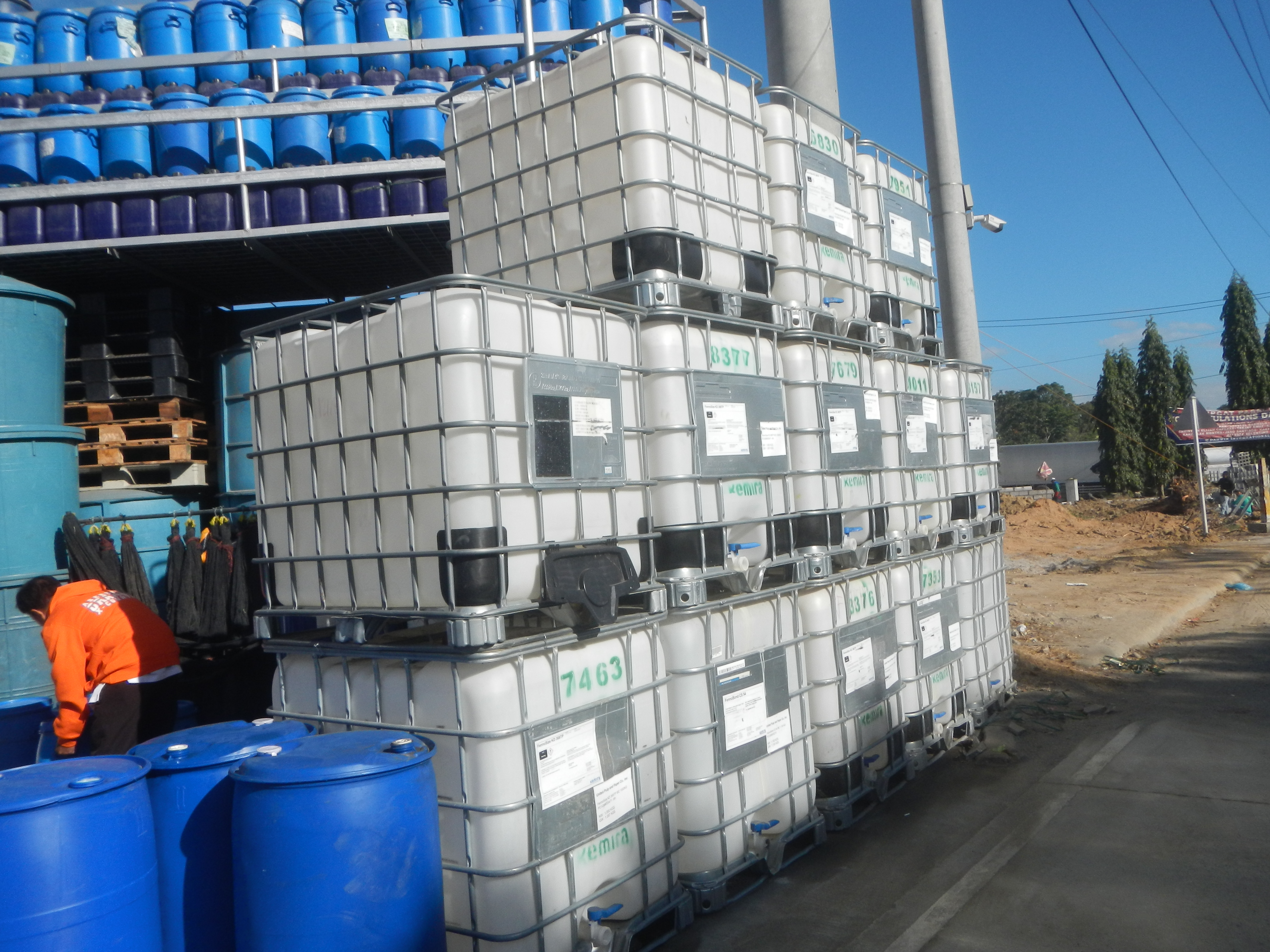
액체, 반고체, 페이스트 또는 고체를 취급, 운반 및 저장하기 위해 산업 환경에서 일반적으로 사용되는 중간 벌크 그릇.

그릇은 보관, 포장 및 운송 (선적 포함)에 사용되는 제품을 담는 모든 용기 또는 외부 용기이다.
그릇 안에 보관된 물건은 구조물 안에 있어 여러 면에서 보호받는다. 이 용어는 내구소비재이며 종종 부분적으로 또는 완전히 단단한 재료로 만들어진 장치에 가장 자주 적용된다.
그릇은 또한 기본적인 도구로 간주될 수 있으며 물건이나 재료를 담고, 보관하고, 운반하는 데 사용할 수 있는 부분적 또는 완전하게 둘러싸인 공간을 만드는 모든 장치로 구성된다. 또한 그릇은 물건을 담는 그릇이라는 뜻으로 용기(容器)라고도 불린다.

## 역사
인류는 적어도 100,000년 동안, 그리고 어쩌면 수백만 년 동안 그릇을 사용해 왔다. 최초의 그릇은 아마도 음식을 보관하기 위해 발명되었을 것이며, 초기 인류가 음식을 더 오랫동안 더 많이 보존하고, 더 쉽게 운반하며, 다른 동물로부터도 보호할 수 있게 해 주었다. 식품 저장 용기의 개발은 "진화하는 인류에게 엄청난 중요성"을 가졌으며, 다른 영장류에서는 볼 수 없었던 "완전히 혁신적인 행동"이었다. 가장 초기의 그릇은 아마도 속이 비어 있는 박류와 같이 자연에서 발견되는 물건이었을 것이며, 타루족과 하와이 원주민과 같은 문화에서 그 예가 발견되었다. 이어서 엮은 바구니, 조각된 목재, 그리고 도예가 나왔다.
그릇은 그 후 인간 테크놀로지의 관련 발전과 새로운 재료 및 새로운 제조 수단의 개발과 함께 계속 발전했다. 초기 유리병은 페니키아인들이 생산했다. 키프로스와 로도스섬에서 발견된 페니키아의 반투명 및 투명 유리병 표본은 일반적으로 길이가 3인치에서 6인치 사이였다. 서기 기원전 1천년의 이 페니키아의 예는 향수를 담는 데 사용되었다고 생각되었다. 고대 로마인들은 페니키아인들로부터 유리 제조를 배웠고, 현존하는 많은 정교한 유리병, 대부분 비교적 작은 것들을 생산했다. 18세기 초에는 유리병과 같은 소매 그릇의 크기가 시장에 맞춰 표준화되었다.
1810년, 프랑스인 필리프 드 지라르는 런던으로 와서 영국 상인 피터 듀란드를 대리인으로 사용하여 깡통을 만드는 공정에 대한 자신의 아이디어를 특허냈다. 이 통조림 개념은 1년 전 프랑스 발명가 니콜라 아페르가 유리 그릇에서 시도한 식품 저장 실험을 바탕으로 했다. 듀랑은 식품 통조림을 추구하지 않고, 1812년에 그의 특허를 두 명의 영국인인 브라이언 돈킨과 존 홀에게 팔았고, 이들은 공정과 제품을 개선하여 런던 사우스워크 공원 로드에 세계 최초의 상업 통조림 공장을 설립했다. 1813년까지 그들은 영국 왕립 해군을 위한 첫 통조림 제품을 생산하고 있었다.
더 큰 규모의 물품 운송에 있어서는 더 큰 그릇이 여전히 문제였다. 수입품을 검사하는 세관원들은 이 분야의 표준화 부족과 20세기까지 사용되던 주로 목재 그릇이 누출되거나 파손되기 쉬웠기 때문에 어려움을 겪었다. 표준화된 강철 선적 컨테이너는 1950년대에 개발되었고, 상업용 물품의 대규모 운송에 빠르게 보편화되었다.
20세기 말에는 컴퓨터 지원 설계의 도입으로 고도로 전문화된 그릇과 그릇 배열을 설계하고, 특이한 모양의 그릇에 맞는 라벨을 만들 수 있게 되었다.

## 현대의 특성
현대 그릇 디자인에는 여러 가지 고려 사항이 있다.
그릇에 유용성을 부여하는 제품 특성은 내용물에 대한 충격 및 습기 보호를 넘어선다. 잘 설계된 그릇은 또한 사용 편의성을 보여야 한다. 즉, 작업자가 열고 닫기 쉽고, 내용물을 넣거나 빼기 쉬우며, 운송 시 그릇을 다루기 쉬워야 한다. 또한, 좋은 그릇은 편리하고 읽기 쉬운 라벨링 위치, 효율적인 쌓기 및 보관에 적합한 모양, 그리고 수명이 다한 후 쉬운 재활용을 가져야 한다.

## 종류
그릇의 실용적인 예는 다음과 같다.
- 세라믹 원통형 그릇 포함:
  - 암포라, 크베브리, 피토스, 돌리움을 포함한 고대 그릇
  - 병 (용기), 전통적으로 밑면에 수직인 축에 대해 대칭이며 유리로 만들어진 항아리와 유사하다.
  - 항아리, 전통적으로 원통형이며 유리로 만들어졌다.
  - 저그 (컵)
- 원통형 그릇 포함:
  - 통 (그릇), 밧줄, 나무 또는 금속 고리로 묶인 나무 통판으로 만들어졌다.
  - 깡통, 전통적으로 원통형이며 판금으로 만들어졌다.
  - 드럼통, 깡통과 유사하지만 확실히 원통형이며 반드시 금속일 필요는 없다.
  - 통 (용기)
- 직사각형 그릇 포함:
  - 상자
  - 크레이트, 들거나 적재하기 위해 설계된 상자 또는 직사각형 외부골격
  - 나무 상자
  - 리프트-밴
  - 가두리
  - 덤프스터
  - 특정 쓰레기통
- 유연한 그릇 포함:
  - 가방, 쇼핑백, 우편물 가방, 멀미용 봉투 등
  - 수하물, 책가방, 배낭, 서류가방 등
  - 패킷 (그릇)
  - 마대 (자루), 밀가루 자루
  - 지갑
- 선적 컨테이너 포함:
  - 골판지로 만들어진 골판지 상자
  - 복합 운송용 컨테이너, 일명 선적 컨테이너 또는 화물 컨테이너
    - TEU, 산업 표준 복합 운송용 컨테이너 크기

  - 중간 벌크 컨테이너
  - 단위 적재 장치, 크레이트와 유사하다.
  - 유연 중간 벌크 컨테이너

## 같이 보기
- 유약
- 사기장
- 토기장
- 물레질